# Стеніца (комуна)
Стеніца (рум. Stănița) — комуна у повіті Нямц в Румунії. До складу комуни входять такі села (дані про населення за 2002 рік):
- Вежа (244 особи)
- Вледнічеле (89 осіб)
- Гідіон (437 осіб)
- Кічеря (310 осіб)
- Поєніле-Оанчей (264 особи)
- Стеніца (515 осіб) — адміністративний центр комуни
- Тодірень (390 осіб)

Комуна розташована на відстані 296 км на північ від Бухареста, 56 км на схід від П'ятра-Нямца, 40 км на південний захід від Ясс.

## Населення
За даними перепису населення 2002 року у комуні проживали 2249 осіб. Усі жителі комуни рідною мовою назвали румунську.
Національний склад населення комуни:
| Національність | Кількість осіб | Відсоток |
| -------------- | -------------- | -------- |
| румуни         | 2248           | > 99,9%  |
| угорці         | 1              | < 0,1%   |

Склад населення комуни за віросповіданням:
| Релігія       | Кількість осіб | Відсоток |
| ------------- | -------------- | -------- |
| православні   | 2243           | 99,7%    |
| римо-католики | 3              | 0,1%     |
| баптисти      | 3              | 0,1%     |